# Franciszek Gut-Szczerba
Franciszek Gut-Szczerba – polski narciarz alpejski, klasyczny, kombinator norweski i skoczek narciarski. Zawodnik klubu Wisła Zakopane.

## Kariera
W 1932 roku Gut-Szczerba został mistrzem Polski juniorów w biegu na 8,5 km i biegu sztafetowym oraz brązowym medalistą biegu juniorów na 8 km w ramach Memoriału Zbigniewa Wóycickiego w Zakopanem z czasem 41:06. Na Mistrzostwach Świata w Narciarstwie Klasycznym 1939 w tym mieście Gut-Szczerba zajął osiemnaste miejsce po skokach na odległość 62,5 i 66 metrów.